# موز حديباتي
موز حديباتي (الاسم العلمي:Musa tuberculata) هو نوع من النباتات يتبع جنس الموز من فصيلة الموزية.